# Gardendale (Alabama)
Gardendale ist eine Stadt im Jefferson County im US-Bundesstaat Alabama. Das U.S. Census Bureau hat bei der Volkszählung 2020 eine Einwohnerzahl von 16.044 ermittelt. Die Fläche von Gardendale beträgt 46,5 km².

## Geographie
Gardendale liegt an der Interstate 65, einer der drei Hauptverbindungen zwischen dem Mittleren Westen und der Golfküste. Diese Fernverbindung führt in Nord-Süd-Richtung durch das Stadtgebiet, ebenso der U.S. Highway 31. Die erst vor wenigen Jahren gebaute Interstate 22 zweigt bei Gardendale von der I-65 ab und führt nordwestwärts nach Memphis. Die wichtigsten West-Verbindungen im Stadtgebiet sind die von der US-31 westwärts führende Fieldstown Road, Tarrant Road und Mt. Olive Road. Die Stadt liegt inmitten eines Gebietes, in dem einst große Menge Kohle gefördert wurde, am südwestlichen Ende einer der Kammlinien der Appalachen, die vom  Osten Tennessees in den Nordosten Alabamas streicht.  Mehrere aufgegebene Kohlegruben prägen das Gebiet genauso wie wiederaufgeforstete Tagebaue. Durch Gardendale führen keine größeren Gewässer, doch mehrere Bäche münden in den Locust Fork des Black Warrior River, der nördlich und westlich an der Stadt vorbeifließt. Der Großteil des östlichen und nordöstlichen Teiles des Stadtgebietes ist felsig und hügelig und mit Schluchten durchzogen. Dieser Teil Gardendales ist dünn besiedelt und nur beschränkt durch Straßen erschlossen.

## Verkehr
Die einzige Eisenbahnstrecke in der Nähe führt östlich an Gardendale vorüber; sie dient dem Güterverkehr und wird nicht von Reisezügen befahren. Die nächstgelegene Bahnstation von Amtrak befindet sich im etwa 16 km südlich gelegenen Birmingham. Unweit davon befindet sich auch der Birmingham International Airport für den kommerziellen Flugverkehr.

## Demographie
Zum Zeitpunkt des United States Census 2010 bewohnten Gardendale 13.893 Personen. Es gab 6.040 Wohneinheiten. Die Bevölkerung Gardendales bestand zu 88,4 % aus Weißen und 8,6 % Schwarzen oder African American.